# 사피르 (프랑스)

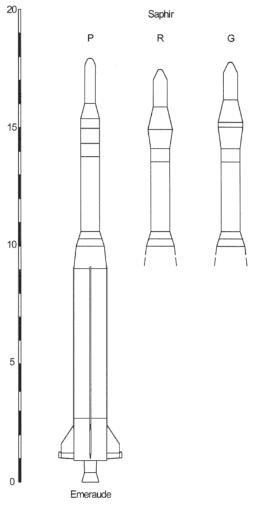

사피르(Saphir)는 프랑스의 승강타 연구 로켓의 명칭이다. 사파이어의 프랑스어다. 이후, 사피르 로켓을 개량한 디아망 로켓으로 최초의 인공위성 자력발사에 성공했다.

## 제원
- 무게 18톤
- 화물중량 365 kg
- 최대 고도 1,000킬로미터
- 이륙 추진력 280 kN
- 직경 1.4 m
- 높이 17.77 m

## 같이 보기
- 사피르 로켓 - 이란 최초의 인공위성 자력발사 로켓